# Крімгільд
Крімгільда, Крімгільд (середньоверхньонім. Kriemhilt) або Гудрун (Gudrun) — головна жіноча персонажка середньовічної поеми «Пісня про Нібелунгів»; сестра бургундських королів Гунтера, Гернота та наймолодшого Гізельгера. Дружина прославленого вояка та короля нідерландців Зігфріда. Відома незвичною красою, яка спричинилася до смерті багатьох звитяжних воїнів. В операх Вагнера її називають Гудрун.

## Біографія
Крімгільд, донька бургундського короля Данкрата та королеви Уте, сестра Гунтера, Гернота та Гізельгера, представляється читачам в першій авентюрі «Пісні…»:
В бургундському краї дівча колись росло,
Ніде такої кралі у світі не було.
Було тій красуні Крімгільда на ім'я,

I не один же левень за неї 'ддав життя. 
Багато воїнів та знатних осіб намагалось добитися її руки, але Крімгільд усім відмовляла, адже одного разу побачила пророчий сон, в якому побачила загибель свого майбутнього чоловіка, й зареклася когось кохати та вступати в шлюб.
Не матиму кохання, минатиму його,  Не знатиму й страждання, поки життя мого. 
Але Крімгільд усе ж закохалася у відважного воїна Зігфріда, начувшись про його звитяги та доблесті. Коли Зігфрід, після всіх послуг, виказаних бургундським королям, засватав Крімгільд, брати з радістю дали свою згоду на її шлюб. Після весілля Крімгільд із чоловіком вирушили до Ксантену, на його батьківщину, й Зігмунд поступився синові короною. Десять років подружжя щасливо жило й правило нідерландськими землями, Крімгільд народила спадкоємця, якого назвали на честь дядька Гунтером.
От рік пішов десятий - вродила вже на світ
Його дружина сина на радість всій рідні

Й до щастя у столиці та рідній стороні. 
Тим часом Брунгільді, дружині Гунтера, не давала спокою думка, що Зігфрід, якого вона вважала васалом свого чоловіка, не з'являється на службу Гунтеру, а Крімгільд не виявляє своїй володарці почестей.
Звідкіль в Крімгільд присутні чванливість і пиха?
Бо ж чоловік зовиці і досі наш васал,

Хоча уже давненько в нас на службі не бував. 
Брунгільд умовила Гунтера покликати Зігфріда та Крімгільд погостювати у Вормс, й незабаром нідерландський правитель з дружиною та своїм старим батьком прибуває. Після входу до собору Крімгільд та Брунгільд затіяли сварку під приводом того, хто з них гідна увійти до церкви першою. Брунгільд заявила, що Крімгільд — лише дружина васала її чоловіка, а отже, має підкорятися їй, а Крімгільд посміялась над тим, що в першу шлюбну ніч з Брюнгільд був не Гунтер, її чоловік, а Зігфрід. Образивши таким чином зовицю, Крімгільд першою увійшла до собору. Ця сварка прислужилася зав'язкою наступних трагічних подій.
Крім сварки, Крімгільд також необачно виказала Гагену, підступному ворогові Зігфріда, його слабке місце. Перед від'їздом Зігфріда на полювання з Гунтером та Гагеном, Крімгільд мучать зловісні передчуття, вона вже розкаялась, що розповіла Гагену таємницю свого чоловіка, але не змогла вмовити Зігфріда лишитися й не їхати. На полюванні Гаген, з мовчазної згоди Гунтера, по-зрадницьки вбиває Зігфріда ударом в спину, а після цього наказує віднести його труп Крімгільд. Вона гірко оплакує його смерть й прагне підтвердження своїх здогадок про те, хто винен в смерті її чоловіка.
Горе мені, нещасній! Упав ти не в бою,
А впав від рук убивці - бо ж добрий щит цілий.

Якби могла я знати, хто автор драмі цій! 
Вона наполягла на тому, аби за давнім обрядом присутні на полюванні лицарі наблизились до тіла Зігфріда, й лишень підійшов Гаген, як рани вбитого знову розкрилися й закровоточили.
Не раз траплялось диво на пам'яті людській:
Коли підходив тільки до вбитого злодій,
Як рани відкриваються і кров назовні б'є.

Так зранку злочин Гагена відомий всім стає. 
Після цього нідерландці хотіли взятися до зброї, аби помститися за свого короля, але Крімгільд зупинила їх. Після урочистого поховання Зігфріда нідерландці повернулись до Ксантену, Зігмунд кликав Крімгільд з ними, але вона, піддавшись вмовлянням рідні, залишилася у Вормсі, за умови, що Гаген не траплятиметься їй на очі. Три з половиною роки після смерті чоловіка Кірмгільд не розмовляла зі своїм братом Гунтером, поки той не прийшов до неї з проханням про примирення та був пробачений.
У власність Крімгільд перейшов скарб Нібелунгів, яким раніше володів Зігфрід. Вона щедро дарувала золото лицарям, які слугували їй, що викликало незадоволення та заздрість Гагена. Він переконав Гунтера відібрати скарб у сестри й заховати його на дні Рейну. Так бургундський король знову смертельно образив свою сестру.
А для вдовиці вже прийшла печальная пора.
Вона позбулася всього - і мужа, і добра,
І серце їй з'їдали образа та журба,

Яким кінець покласти лиш смерть може сама. 
Тринадцять років Крімгільд жила у Вормсі, оплакуючи Зігфріда й сумуючи за ним, поки до неї не заслав сватів король гунів Етцель. Брати Крімгільд дали згоду на цей шлюб, попри протести Гагена, й сама вона прийняла пропозицію гуна, хоча й не одразу. Крімгільд стала дружиною Етцеля й на сьомий рік шлюбу народила сина, якого охрестили за її наполяганням й назвали Ортлібом. Всього з часу весілля пройшло тринадцять років, протягом яких Крімгільд мучила жага помсти і пам'ять про завдані їй образи та жаль за відібраним у неї щастям жити з Зігфрідом.
Не раз вона згадала старе своє життя,
Щасливі дні колишні, бургундськії поля,
І Гагена, який усе в неї забрав,

Тож почала вона гадать, як відповідь він б' дав. 
Крімгільд вмовила Етцеля надіслати до Бургундії посольство, аби запросити своїх братів на бенкет, й незабаром Гунтер, Гернот, Гізельгер, Гаген та багато інших знатних бургундів прибули до двору Етцеля. Під час бенкету Бльодель, брат Етцеля, за намовою Крімгільд починає бій з бургундами, який закінчується страшними втратами з обох сторін, загибеллю Гернота, Гізельгера та маленького Ортліба, а також полоном Гунтера та Гагена. Крімгільд дає слово змилостивитися над своїми ворогами, але потім порушує цю обіцянку, наказавши відрубати голову Гунтеру. Вона показує відрубану голову бургундського короля Гагену й вимагає назвати їй місце, де заховано скарб Нібелунгів, але той відповідає їй відмовою. Тоді Крімгільд вбиває його мечем Зігфріда. Побачивши, що вона порушила своє слово, Гільдебранд вбиває Крімгільд.
Старий, сповнений гнівом, до Крімгільд скочив.
Мечем своїм важким махнув він що є сил.
Крімгільд лише здригнулась, і скрикнула ледь-ледь,

На цьому все скінчилось - її забрала смерть.

## Художній образ
Образ Крімгільд протягом розвитку подій змінюється. Спочатку всі її вчинки носять нормативний характер та засновуються на збігу бажаного та дійсного. Потім у поведінці Крімгільд неочікувано проявляється якість доволі конкретна, реальна, притаманна вже зовсім не ідеальним натурам — Крімгільд виявляється пихатою, саме вона першою починає сварку з Брунгільд. Суперечка про те, чий чоловік могутніший володар, призводить до непередбачуваних наслідків. Трагічна вина Крімгільд не лише в тому, що вона розв'язала сварку, а й у тому, що вона несвідомо видає вбивці вразливе місце свого чоловіка. Всі наступні десятиліття Крімгільд буде нести почуття вини, від якого, як їй здається, її звільнить лише помста. Крімгільд є величною в своєму сумі за Зігфрідом. В цей час відбувається роздвоєння образу. Зовнішньо вона покірна долі й братам. Вона лишається доживати життя у них у Вормсі, не розриваючи сімейних зв'язків. Внутрішньо вона палає єдиною пристрастю, прагнучи будь-яким чином помститися рідним за смерть чоловіка. Втративши чоловіка, Крімгільд втрачає й скарб Нібелунгів, що стає ще однією спонукою до помсти. Зганьбленням пам'яті Зігфріда стає й те, що вбивця привласнив собі його обладунок. Якщо сварка з Брунгільд була результатом надмірної пихи Крімгільд, то, затіваючи помсту Гагенові та Гунтеру, вона чинить як глибоко зневажена жінка. Оповідач не виправдовує Крімгільд, але всебічно мотивує її поведінку.

## Вшанування
На честь Крімгільд названо астероїд 242 Крімгільда, відкритий 1884 року, а також астероїд 328 Гудрун, відкритий 1892 року.